# Microrégion de la Baixada Maranhense

Localisation de la microrégion de la Baixada Maranhense

La microrégion de la Baixada Maranhense est l'une des six microrégions qui subdivisent le nord de l'État du Maranhão au Brésil.
Elle comporte 21 municipalités qui regroupaient 518 241 habitants en 2006 pour une superficie totale de 17 579 km2.

## Municipalités[1]
- Anajatuba
- Arari
- Bela Vista do Maranhão
- Cajari
- Conceição do Lago-Açu
- Igarapé do Meio
- Matinha
- Monção
- Olinda Nova do Maranhão
- Palmeirândia
- Pedro do Rosário
- Penalva
- Peri Mirim
- Pinheiro
- Presidente Sarney
- Santa Helena
- São Bento
- São João Batista
- São Vicente Ferrer
- Viana
- Vitória do Mearim